# پول هنوز یک مسئله مهم است
«پول هنوز یک مسئله مهم است» (به انگلیسی: Money Is Still a Major Issue) آلبومی از پیت‌بول (خواننده) است که در سال ۲۰۰۵ میلادی منتشر شد.